# 约昂·恩多耶-布鲁瓦尔
约昂·恩多耶-布鲁瓦尔（法語：Yohann Ndoye-Brouard，2000年11月29日—），法国男子游泳运动员，主攻仰泳。他曾贏得2025年世界游泳锦标赛100米仰泳銅牌、200米仰泳銅牌、4×100米混合泳接力銀牌。